# Triángulo polinésico

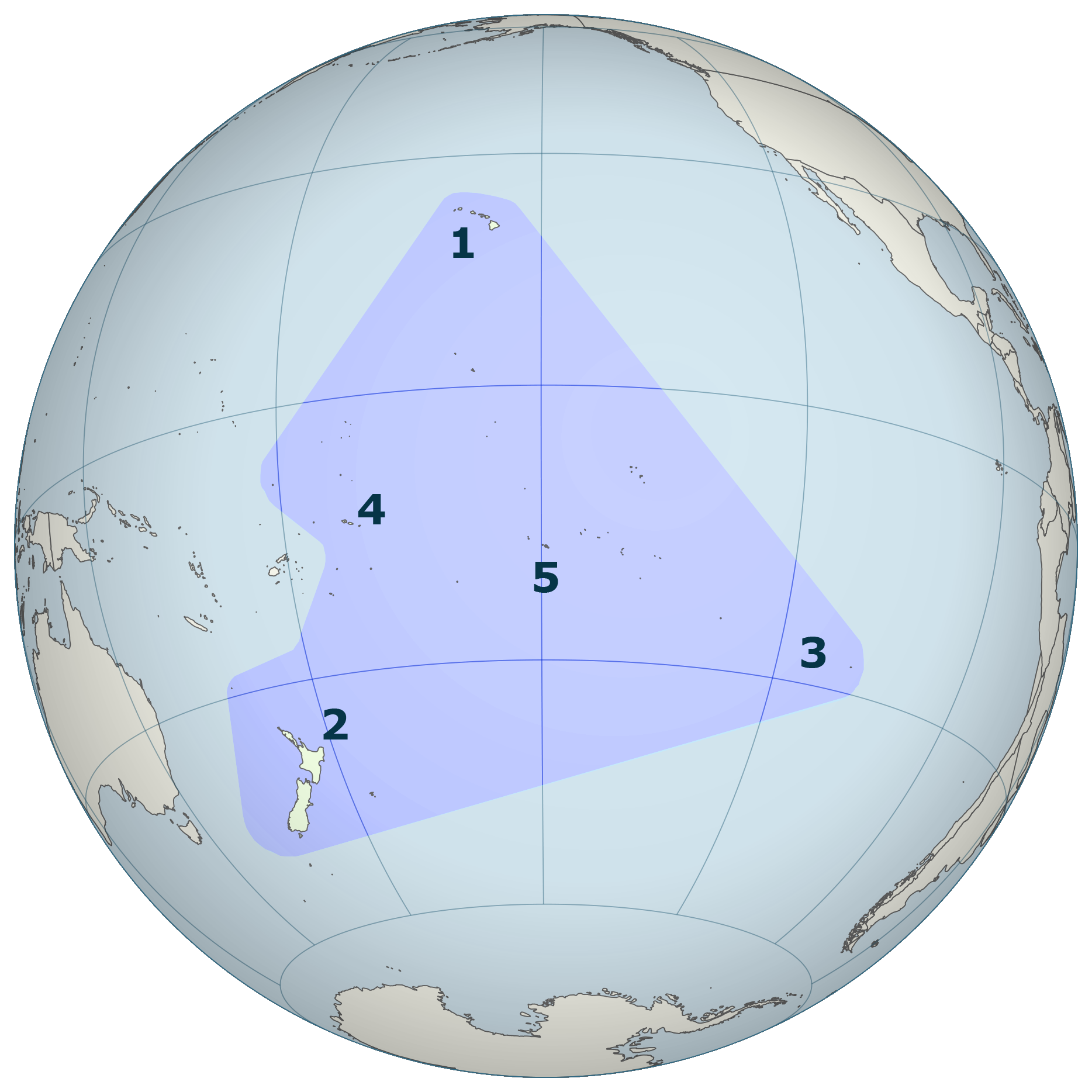
El triángulo polinesio es una región geográfica del océano Pacífico con Hawái (1), Nueva Zelanda (Aotearoa) (2) y la isla de Pascua (Rapa Nui) (3) en sus esquinas. En el centro es Tahití (5), Samoa (4) hacia el oeste.

El triángulo polinésico es una región de Oceanía que forma un triángulo en el océano Pacífico definido por tres grupos de islas como vértices: Hawaii, la isla de Pascua (Rapa Nui) y Nueva Zelanda y que a menudo se utiliza como una forma sencilla para definir la Polinesia y distinguir esta última de las regiones limítrofes de la Melanesia y la Micronesia. Nunca hubo comercio entre Hawái y Nueva Zelanda.

## Descripción
Las muchas culturas de las islas dentro de este vasto triángulo hablan lenguas polinesias, que se clasifican por los lingüistas como parte de las subgrupo Oceánico de malayo-polinesia. En última instancia se derivan del lengua proto-austronesia hablado en el sudeste de Asia hace unos 5000 años. Los polinesios también comparten las mismas tradiciones culturales, las artes, la religión y las ciencias. Los antropólogos creen que todas las modernas culturas de la Polinesia descienden de una sola protocultura que se estableció en el Pacífico Sur por personas migrantes malayo-polinesias (véase también Lapita).
Nueva Zelanda es un país compuesto por dos grandes islas, la isla Norte y la isla Sur. La isla Sur es la de mayor extensión territorial y la isla Norte concentra más de dos tercios de la población de toda Nueva Zelanda, incluyendo a 505 000 maoríes, o sea, el 76 % del total de aborígenes del país. Son 52 tribus de las 60 existentes en el país y allí se sitúan las mayores ciudades del país y la mayoría de los emprendimientos turísticos aborígenes (Whitfield, 2008).
Lengua nativa: a pesar de que gran parte de la comunidad habla el idioma tradicional kadiwéu, según el relato de los aborígenes más ancianos y lo que se observó durante el trabajo de campo, las nuevas generaciones no usan el idioma. Algunos de los factores que explican esto son los casamientos con personas externas a la RIK. En las escuelas instaladas en las aldeas la educación no es sólo en el idioma aborigen e incluso el material didáctico es producido en portugués. Es preciso crear mecanismos de traducción del material didáctico y promover estímulos para que las familias difundan el idioma kadiwéu como los hacen los maoríes. Estos intentan difundir y revitalizar el idioma a través de las escuelas públicas ofreciendo educación aborigen diferenciada. Asimismo es preciso pensar en profundizar estudios y promover acciones por parte de las universidades.
Danzas, fiestas y rituales: observando los testimonios y la información recolectada se percibe que los eventos culturales son actividades prácticamente en desuso en la cultura kadiwéu. Son varios los factores que contribuyen a esto como los gastos de la realización y la falta de estímulo personal, además de la influencia de las iglesias evangélicas instaladas en las aldeas que indican que las manifestaciones culturales rituales son pecaminosas. En Nueva Zelanda los eventos ligados a la danza, fiestas y rituales aborígenes son formas concretas de difusión cultural y superan cualquier diversidad religiosa existente. Además de ser un mecanismo de interacción sociocultural entre los propios aborígenes es un fuerte atractivo para los turistas quienes visualizan las formas de manifestación cultural (definidas para esta finalidad) e interactúan en aquellas dedicadas a las bienvenidas, la protección de la vida, la prosperidad y el agradecimiento. Frente a la experiencia positiva los kadiwéu podrían incentivar la práctica cultural asociada al interés religioso diverso, promoviendo el respeto mutuo para convertirse en un instrumento revitalizado culturalmente y en un atractivo turístico local.

## Culturas polinesias
Las grandes culturas polinesias incluyen a los Maorí de Nueva Zelanda, los Hawaianos nativos, los rapanuis de Chile y los pueblos indígenas de las Marquesas, Samoa, Samoa Americana, Islas de la Sociedad, las Tuamotu, las Islas Cook y Tonga.